# Zhifang Waiji

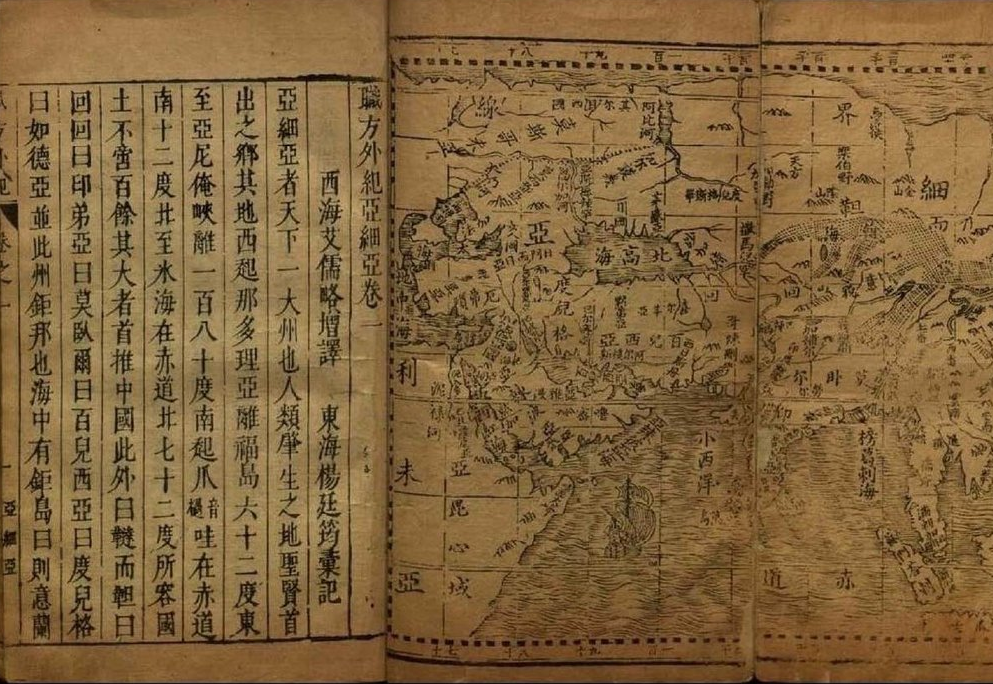
Pages du Zhifang Waiji montrant la steppe eurasienne et l'océan Indien (de la corne de l'Afrique jusqu'à la péninsule malaise).

Le Zhifang Waiji (en chinois : 職方外紀, littéralement : « Chronique de pays étrangers »), était un atlas géographique écrit par divers Jésuites italiens en Chine au début du XVIIe siècle. Le nom fait littéralement référence aux pays situés au-delà des terres cartographiées par le bureau impérial Zhifang Si. C'est le premier atlas géographique détaillé publié en langue chinoise.

## Écriture
À la fin des années 1500, la cartographie occidentale est introduite en Chine par Matteo Ricci, qui a publié le Kunyu Wanguo Quantu, l'une des premières cartes du monde en chinois, en 1602. L'empereur Ming Wanli, qui a commandé la carte de Ricci, demande par la suite aux collègues de Ricci, Diego de Pantoja et Sabatino de Ursis, de produire un livre détaillant la géographie des nouveaux pays ; leur travail ensuite est publié, compilé et relu par Giulio Aleni. En 1623, le livre est publié par Yang Tingyun à Hangzhou, et, trois ans plus tard, une version améliorée est rééditée à Fujian,.

## Contenu
Les huit parchemins composant le Zhifang Waiji divisent le monde en cinq continents, chacun ayant une carte séparée et des descriptions. Les continents sont alors nommés Asie, Europe, Libye (Afrique), Amérique et Magellanica ; le parchemin concernant le continent européen comporte plus de descriptions que ceux des autres continents. Une page à part donne des informations sur les océans,. Dans la version originale de sa carte, Ricci avait placé la Chine d'un côté de la ligne centrale du parchemin, ce qui a entraîné une mauvaise réception de l'atlas de la part des érudits chinois de l'époque. Lorsqu'Aleni et Yang publient leur version, il ajustent le document afin que la Chine occupe le centre de la carte du monde. Ce petit changement a rendu le Zhifang Waiji plus populaire. Finalement, l'atlas a eu une plus grande influence que le Kunyu Wanguo Quantu,.

## Impact culturel
Le livre est introduit au Japon durant l'époque d'Edo, mais est d'abord interdit du fait de sa publication au sein d'une collection d'écrits chrétiens. L'interdiction s'allège en 1720, et les livres n'ayant pas de rapport direct avec le christianisme peuvent être vendus et achetés au Japon ; un exemplaire du Zhigang Waiji y est acheté pour la première fois en 1731. Bien qu'une seule édition n'ait été imprimée, l'ouvrage a été beaucoup lu.
La plupart du texte est réutilisée par Ferdinand Verbiest pour son ouvrage Kunyu Tusho (« Explication de la carte du monde »), publié en 1674, et est également réimprimée pour plusieurs collections, dont notamment Rassemblement d'études célestes de Li Zhizao, mais également pour la bibliothèque impériale de Siku Quanshu ainsi que dans plusieurs encyclopédies des XIXe et XXe siècles,,,.